# Подград-при-Времах
Подград-при-Времах (словен. Podgrad pri Vremah) — поселення в общині Дівача, Регіон Обално-крашка, Словенія. Висота над рівнем моря: 548,4 м.